# Classique hivernale de la LNH 2010
Match précédent Match suivant
La Classique hivernale de la LNH 2010 (en anglais : 2010 NHL Winter Classic) est la troisième édition de la Classique hivernale de la Ligue nationale de hockey, une partie annuelle de hockey sur glace disputée à l'extérieur. La partie opposant les Flyers de Philadelphie aux Bruins de Boston est jouée le 1er janvier 2010 au Fenway Park de Boston dans le Massachusetts. Les Bruins gagnent la partie 2-1 en prolongation.

## Effectifs

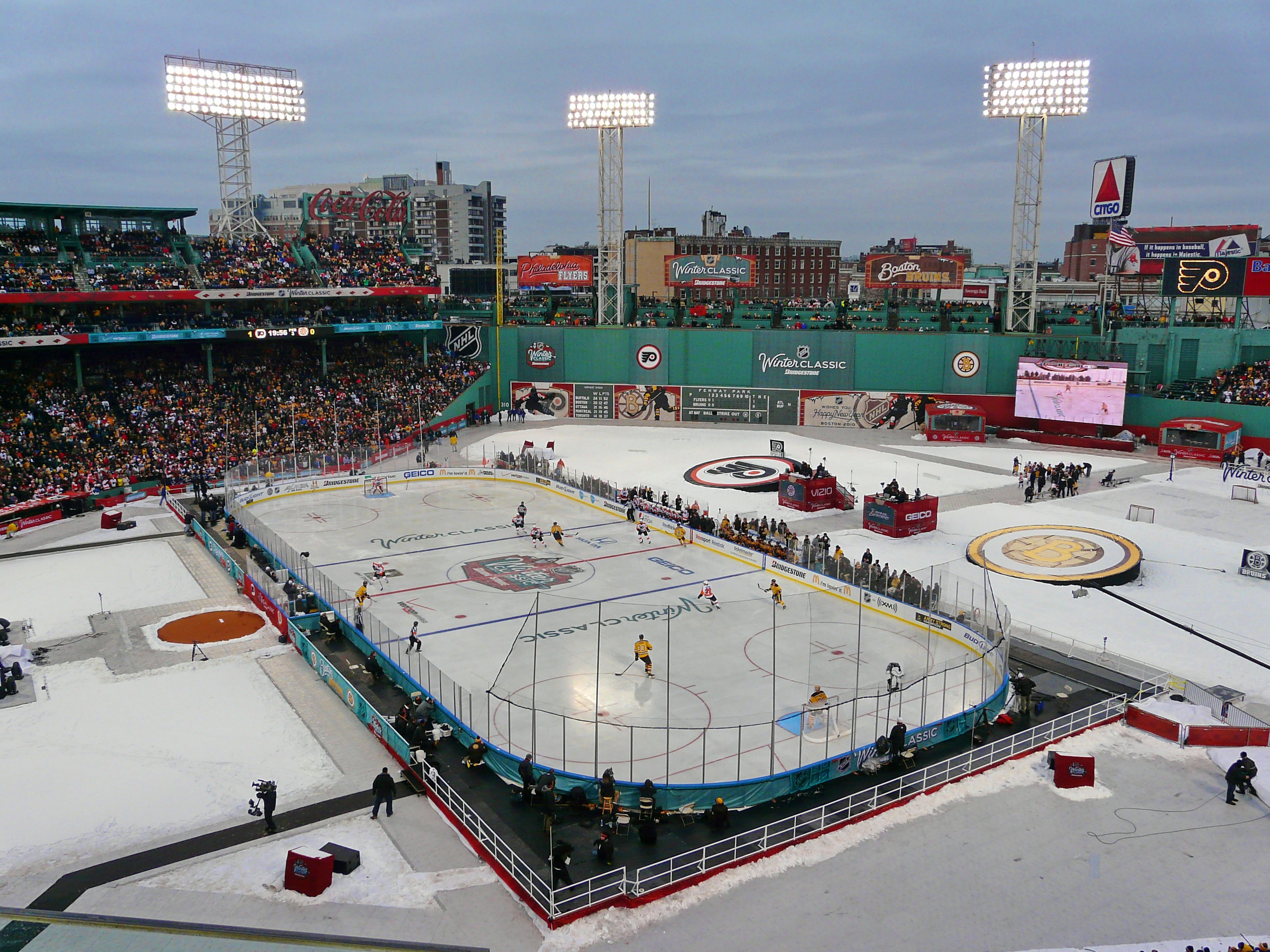
Photographie du match.

| No | Nat.                    | Joueur               | Pos. |
| -- | ----------------------- | -------------------- | ---- |
| 6  | Drapeau du Canada       | Dennis Wideman       | D    |
| 16 | Drapeau de l'Allemagne  | Marco Sturm          | AG   |
| 20 | Drapeau du Canada       | Daniel Paille        | AG   |
| 21 | Drapeau du Canada       | Andrew Ference       | D    |
| 22 | Drapeau du Canada       | Shawn Thornton       | AG   |
| 26 | Drapeau des États-Unis  | Blake Wheeler        | AD   |
| 27 | Drapeau du Canada       | Steve Bégin          | AG   |
| 28 | Drapeau du Canada       | Mark Recchi          | AD   |
| 30 | Drapeau des États-Unis  | Tim Thomas           | G    |
| 33 | Drapeau de la Slovaquie | Zdeno Chára (C)      | D    |
| 37 | Drapeau du Canada       | Patrice Bergeron (A) | C    |
| 40 | Drapeau de la Finlande  | Tuukka Rask          | G    |
| 46 | Drapeau de la Tchéquie  | David Krejčí         | C    |
| 48 | Drapeau des États-Unis  | Matt Hunwick         | D    |
| 53 | Drapeau du Canada       | Derek Morris         | D    |
| 55 | Drapeau du Canada       | Johnny Boychuk       | D    |
| 60 | Drapeau de la Tchéquie  | Vladimír Sobotka     | C    |
| 61 | Drapeau du Canada       | Byron Bitz           | AD   |
| 73 | Drapeau du Canada       | Michael Ryder        | AD   |
| 91 | Drapeau du Canada       | Marc Savard (A)      | C    |

| No | Nat.                   | Joueur             | Pos. |
| -- | ---------------------- | ------------------ | ---- |
| 3  | Drapeau de la Lettonie | Oskars Bārtulis    | D    |
| 5  | Drapeau du Canada      | Braydon Coburn     | D    |
| 11 | Drapeau du Canada      | Blair Betts        | C    |
| 12 | Drapeau du Canada      | Simon Gagné        | AG   |
| 13 | Drapeau du Canada      | Daniel Carcillo    | AG   |
| 14 | Drapeau du Canada      | Ian Laperrière     | AD   |
| 17 | Drapeau du Canada      | Jeff Carter (A)    | C    |
| 18 | Drapeau du Canada      | Mike Richards (C)  | C    |
| 19 | Drapeau du Canada      | Scott Hartnell     | AG   |
| 20 | Drapeau du Canada      | Chris Pronger (A)  | D    |
| 21 | Drapeau des États-Unis | James Van Riemsdyk | AG   |
| 25 | Drapeau des États-Unis | Matt Carle         | D    |
| 26 | Drapeau du Canada      | Danny Syvret       | D    |
| 28 | Drapeau du Canada      | Claude Giroux      | AD   |
| 33 | Drapeau des États-Unis | Brian Boucher      | G    |
| 36 | Drapeau du Canada      | Darroll Powe       | C    |
| 44 | Drapeau de la Finlande | Kimmo Timonen      | D    |
| 45 | Drapeau du Canada      | Arron Asham        | AD   |
| 48 | Drapeau du Canada      | Daniel Brière      | AD   |
| 49 | Drapeau du Canada      | Michael Leighton   | G    |

## Feuille de match
| 1er janvier 2010 | Bruins de Boston | 2-1 (pr) (0-0, 0-1, 1-0, 1-0) | Flyers de Philadelphie | Fenway Park 38 112 spectateurs |

| Feuille de match | Feuille de match                                                                 | Feuille de match | Feuille de match                        | Feuille de match                                                |
| ---------------- | -------------------------------------------------------------------------------- | ---------------- | --------------------------------------- | --------------------------------------------------------------- |
|                  | Recchi (Morris, Krejčí) — 37 min 42 s (SN) Sturm (Bergeron, Chára) — 61 min 57 s | 0–1 1–1 2–1      | Syvret (Hartnell, Carter) — 24 min 42 s | Arbitrage : Kerry Fraser, Chris Rooney Lyle Seitz, Brian Murphy |
| Thomas           | Gardiens                                                                         | Leighton         |                                         | Arbitrage : Kerry Fraser, Chris Rooney Lyle Seitz, Brian Murphy |
| 11 min           | Pénalités                                                                        | 13 min           |                                         | Arbitrage : Kerry Fraser, Chris Rooney Lyle Seitz, Brian Murphy |
| 26               | Tirs                                                                             | 25               |                                         | Arbitrage : Kerry Fraser, Chris Rooney Lyle Seitz, Brian Murphy |